# カズングラ (ジンバブエ)
座標: 南緯17度48分52秒 東経25度15分54秒 / 南緯17.81444度 東経25.26500度
カズングラ（Kazungula）は、ジンバブエ北マタベレランド州ワンゲ地区の集落。
ザンビア、ナミビア、ボツワナの3国に近い国境の集落であり、西にはボツワナ領カズングラとの国境が存在する。ボツワナとの間にはカズングラ国境検問所が設けられており、ボツワナ及び南アフリカ共和国からの観光客の入国ルートとなっている。
タール舗装の道路が東は70km先のヴィクトリアフォールズまで続き、西はボツワナへと至る。